# Ansa (dronning)
Ansa (også Ansia; 8. århundrede, født før 738) var en langobardisk dronning, datter af Verissimo og søster til Arechis og Donnolo. Hun var gift med kong Desiderius – den sidste konge af Lombardiet. De fik fem børn, en søn og fire døtre:
- Anselperga, abbedisse i Sankt Salvatore klosteret
- Adelperga, gift med Arechis
- Liutperga, gift med Tassilo
- Desiderata (Gerperga), gift med Karl den Store fra 768 til 771
- Adalgis, patricier i Konstantinopel

Omkring år 753 grundlagde Ansa klosteret Sankt Michele og Sankt Pietro ved Brescia, der senere blev sammenlagt med Sankt Salvatore. Efter år 759 begyndte hun ofte at fremgå i Desiderius papirarbejde og stod sandsynligvis bag hans religionspolitik.
Den 5. juni 774 blev Ansa sammen med sin mand og en unavngiven datter, sandsynligvis Desiderata, overgivet til Karl den Store, der havde besejret Langobarderne i krig og indtaget Pavia. De blev sendt til et kloster i Liège eller Corbie, men fik lov til at returnere i 775. Paulus Diaconus skrev en Epitaphium Ansae reginae, hvori han roste hendes politik, hendes fromhed og hendes skønhed: coniunx pulcherrima, "smukkeste kone ".